# Hoàng Ngọc Hiến
Hoàng Ngọc Hiến (1930–2011), là nhà lý luận phê bình, và là dịch giả văn học Việt Nam đương đại, nguyên hiệu trưởng Trường Viết văn Nguyễn Du.

## Tiểu sử
Hoàng Ngọc Hiến sinh ngày 21 tháng 7 năm 1930 tại Nam Định, quê quán: Làng Đông Thái, xã Tùng Ảnh, huyện Đức Thọ, tỉnh Hà Tĩnh. Sau năm 1945, ông cùng gia đình đi tản cư, học Trường trung học chuyên khoa Huỳnh Thúc Kháng ở Vinh và được gửi đi đào tạo ở Liên Xô (cũ).
Năm 1959, ông làm nghiên cứu sinh và bảo vệ thành công Tiến sĩ Văn học chuyên ngành lý luận, phê bình tại Đại học Tổng hợp Moskva, Liên Xô (cũ) với luận án về nhà thơ Liên Xô Vladimir Vladimirovich Mayakovsky
Về nước, ông lần lượt giảng dạy ở các trường Đại học Sư phạm Vinh, Đại học Văn hóa, Trường Viết văn Nguyễn Du (và ông đã nhiều năm làm hiệu trưởng ngôi trường này).
Từ năm 1983, ông đã nhiệt thành cổ súy cho sự đổi mới sáng tác văn học ở Việt Nam, phê phán những bất cập trong hệ thống lý luận quan của Zdanov.
Ông là Hội viên Hội nhà văn Việt Nam năm 1987, và là đồng chủ bút với Huỳnh Sanh Thông, Trương Vũ ra tạp chí Vietnam Review (phát hành ở Mỹ trong 2 năm 1996 và 1997).
Ông có các học trò là nhà văn, nhà thơ đã thành danh như Nguyễn Huy Thiệp, Phạm Thị Hoài, Bảo Ninh, Nguyễn Trọng Tạo...
Hoàng Ngọc Hiến mất vì bệnh lúc 23 giờ ngày 24 tháng 1 năm 2011 tại Bệnh viện Hữu nghị, Hà Nội.

## Tác phẩm
Tác phẩm của Hoàng Ngọc Hiến đã xuất bản có:
- Ngọn gió thổi những chiếc lá bay qua đại dương (tập ký)
- Maiacôpxki. Con người, cuộc đời và thơ (khảo cứu. Tuyển dịch, 1976)
- Maiacôpxki (hài kịch. Dịch, 1984)
- Văn học Xô Viết đương đại (khảo cứu, 1987)
- Văn học – học văn (tiểu luận và phê bình, 1992)
- Văn học và học văn (tiểu luận và phê bình, 1997)
- Văn học gần và xa (tiểu luận, 2000)
- Triết lý văn hóa và triết luận văn chương (khảo cứu, 2006)
- Văn hóa và văn minh – Văn hóa chân lý và văn hóa dịch lý (2007)
- Hoàng Ngọc Hiến. Tuyển tập chọn lọc (2008)
- Xác lập cơ sở cho đạo đức, Bàn về tính hiệu quả (dịch từ sách của Francois Jullien)
- Minh triết phương Đông và triết học phương Tây (tuyển tập những công trình của nhà triết học đương đại Pháp F.Jullien, Nhà xuất bản. Đà Nẵng, 2004)